# Acraea stenobea
Acraea stenobea är en fjärilsart som beskrevs av Hans Daniel Johan Wallengren 1860. Acraea stenobea ingår i släktet Acraea och familjen praktfjärilar. Inga underarter finns listade i Catalogue of Life.